# Tư bản giả
Tư bản giả là những chứng khoán có giá có thể mang lại thu nhập cho người sở hữu nó. Tư bản giả có hai loại chủ yếu là cổ phiếu và trái phiếu do công ty cổ phần hay ngân hàng phát hành.

## Đặc điểm
- Có thể mang lại thu nhập cho người sở hữu nó.
- Có thể mua bán.
- Nó không có giá trị.